# Bojan Janić
Bojan Janić (Leskovac, 3 novembre 1982) è un allenatore di pallavolo ed ex pallavolista serbo, nel ruolo di schiacciatore, tecnico del Partizan.

## Palmarès

### Club
- Campionato rumeno: 1

2014-15

### Premi individuali
- 2023 - OSS: Allenatore maschile serbo dell'anno[1]